# Rhinepeolus
Rhinepeolus (лат.) — род земляных пчёл-кукушек из трибы Epeolini семейства Apidae. Южная Америка, Аргентина и Парагвай.

## Описание
Мелкие слабоопушенные пчёлы, с беловато-жёлтыми отметинами на теле как у ос. Длина — 8,0—9,5 мм. Близок к пчёлам родов Doeringiella и Thalestria. Отличаются двойным выступом на скутеллюме. Тазики передней пары ног субквадратные; вертлуги отходят от внешнего дистального края тазиков и отдалены друг от друга. У имаго отсутствуют приспособления для опыления и сбора пыльцы (нет корзиночек на ногах, модифицированных волосков на теле и т. д.). Клептопаразиты других родов пчёл, в гнёзда которых откладывают свои яйца (пчёлы-кукушки). Род был выделен в 1955 году бразильским гименоптерологом профессором Й. Сантьяго Моуром (Jesus Santiago Moure), крупным южноамериканским специалистом по пчёлам на основании типового вида Epeolus rufiventris Friese, 1908.
- Rhinepeolus rufiventris (Friese, 1908)
  - Epeolus rufiventris Friese, 1908[9]
- Rhinepeolus sp.